# Fågelsjön (Vilhelmina socken, Lappland, 717436-155559)
Fågelsjön är en sjö i Vilhelmina kommun i Lappland och ingår i Ångermanälvens huvudavrinningsområde. Sjön har en area på 0,174 kvadratkilometer och ligger 387,8 meter över havet.

## Delavrinningsområde
Fågelsjön ingår i det delavrinningsområde (717541-155493) som SMHI kallar för Mynnar i Vojmåns vattendragsyta. Medelhöjden är 410 meter över havet och ytan är 67,46 kvadratkilometer. Räknas de 13 avrinningsområdena uppströms in blir den ackumulerade arean 333,38 kvadratkilometer. Bäskån (Baksjöån) som avvattnar avrinningsområdet har biflödesordning 3, vilket innebär att vattnet flödar genom totalt 3 vattendrag innan det når havet efter 295 kilometer. Avrinningsområdet består mestadels av skog (61 procent) och sankmarker (33 procent). Avrinningsområdet har 0,67 kvadratkilometer vattenytor vilket ger det en sjöprocent på 0,8 procent.